# Stevie B
Stevie B (echte naam Steven Bernard Hill) (Fort Lauderdale, 19 april 1958) is een Amerikaanse zanger, songwriter en producer.

## Biografie
Stevie B kende in Nederland maar één succes, en dat was met zijn enige hit "Because I Love You (The Postman Song)" uit 1990/1991. Deze behaalde de 3de plaats in de Top 40. De single kwam in de Amerikaanse Billboard Hot 100 op de 1ste plaats, en daar bleef het vier weken staan. In zijn thuisland de Verenigde Staten heeft hij meer succes gehad. In de periode van 1987 tot 1995 bracht hij twaalf singles uit, die allen ook in de Billboard Hot 100 hebben gestaan, zoals "Love Me for Life", "Love & Emotion", "Because I Love You (The Postman Song)" en "I'll Be By Your Side". Van 1988 tot 2006 zijn er ook nog elf albums uitgebracht. Zijn 3de album, Love & Emotion uit 1990 was het meest succesvol.
Stevie B is nog steeds actief bezig in de muziekindustrie. Hij heeft in 2006 het album This Time uitgebracht.

## Discografie

### Albums
| Album met eventuele hitnotering(en) in de Nederlandse Album Top 100 | Datum van verschijnen | Datum van binnenkomst | Hoogste positie | Aantal weken | Opmerkingen |
| ------------------------------------------------------------------- | --------------------- | --------------------- | --------------- | ------------ | ----------- |
| Party Your Body                                                     | 1988                  | -                     | -               | -            |             |
| In My Eyes                                                          | 1989                  | -                     | -               | -            |             |
| Love & Emotion                                                      | 1990                  | -                     | -               |              |             |
| Healing                                                             | 1992                  | -                     | -               | -            |             |
| Funky Melody                                                        | 1994                  | -                     | -               | -            |             |
| Waiting For Your Love                                               | 1996                  | -                     | -               | -            |             |
| The Best of Stevie B                                                | 1998                  | -                     | -               | -            |             |
| Right Here Right Now                                                | 1999                  | -                     | -               | -            |             |
| Freestyle: Then & Now                                               | 1999                  | -                     | -               | -            |             |
| It's So Good                                                        | 2001                  | -                     | -               | -            |             |
| This Time                                                           | 2006                  | -                     | -               | -            |             |

### Singles
| Single met eventuele hitnotering(en) in de Nederlandse Top 40 | Datum van verschijnen | Datum van binnenkomst | Hoogste positie | Aantal weken | Opmerkingen |
| ------------------------------------------------------------- | --------------------- | --------------------- | --------------- | ------------ | ----------- |
| Party Your Body                                               | 1987                  | -                     | -               | -            |             |
| Dreamin' of Love                                              | 1988                  | -                     | -               | -            |             |
| Spring Love (Come Back to Me)                                 | 1988                  | -                     | -               | -            |             |
| "I Wanna Be the One"                                          | 1989                  | -                     | -               | -            |             |
| In My Eyes                                                    | 1989                  | -                     | -               | -            |             |
| Girl I Am Searching for You                                   | 1989                  | -                     | -               | -            |             |
| Love Me for Life                                              | 1990                  | -                     | -               | -            |             |
| Love & Emotion                                                | 1990                  | -                     | -               | -            |             |
| Because I Love You (The Postman Song)                         | 1990                  | 09-02-1991            | 3               | 10           |             |
| I'll Be By Your Side                                          | 1991                  | -                     | -               | -            |             |
| Forever More                                                  | 1991                  | -                     | -               | -            |             |
| Dream About You / Funky Melody                                | 1995                  | -                     | -               | -            |             |

## Trivia
- Stevie B is overtuigd Moslim.
- Zijn ouders zijn afkomstig uit Cuba.
- Mark 'Oh bracht in 2002 samen met de Digital Rockers een dance-single uit genaamd "Because I Love You (The Postman Song)". Een cover van het origineel.